# منحنی پخش نور
منحنی پخش نور یا توزیع شدت نور منحنی‌ای است که برای مشخص‌کردن شدت نور منتشرشده توسط یک چراغ در زوایای مختلف به کار می‌رود. از آنجایی که بیشتر منابع نوری نقطه‌ای نیستند، بنابراین شدت نوری ثابتی در جهات مختلف ندارند. در محاسبات نوری دانستن نحوهٔ توزیع نور منبع اهمیت دارد به همین خاطر سازندگان لامپ‌های مختلف منحنی پخش نور آن لامپ را با استفاده از اندازه‌گیری ارائه می‌کنند. یکی از معمول‌ترین روش‌ها برای نمایش منحنی پخش نور استفاده از منحنی قطبی است و با توجه به اینکه در بسیاری از چراغ‌ها پخش نور نسبت به محور عمود چراغ متقارن است و تنها یک منحنی در یکی از صفحات قائم برای مشخص‌شدن پخش نور کافیست. منحنی‌های قطبی به شکل خطوطی بسته در پیرامون چراغ هستند که فاصلهٔ این خط تا چراغ، در هر زاویهٔ مشخص متفاوت است و بیانگر شدت نور در آن زاویه خواهد بود. منحنی‌های پخش نور قطبی دارای دو عیب عمده هستند، یکی اینکه شار نوری لامپ‌های مختلف در آن‌ها قابل مقایسه نیست، دیگر اینکه در زوایای دارای تغییرات شدید شدت نور، دقت منحنی پایین است. برای مشخص‌کردن پخش نور چراغ‌هایی که تقارن محوری نداشته باشند از دو یا چند منحنی استفاده می‌شود. اگر نور چراغ خیلی متمرکز باشد، برای دقت بیشتر، به جای منحنی قطبی از منحنی‌های مستطیلی استفاده می‌کنند که محور افقی آن زاویه، و محور عمودی شدت نور است. بسیاری از لامپ‌ها با وجود داشتن شارهای نوری متفاوت، منحنی شدت پخش نور هم‌شکلی دارند (توزیع شدت نورشان مشابه است)؛ با توجه به این موضوع برای کلی این لامپ‌ها تنها یک منحنی پخش نور برای شار نوری ۱۰۰۰ لومن ترسیم می‌شود که برای یافتن توزیع واقعی هر لامپ باید مقادیر بدست آمده از منحنی را در ضریب مخصوص آن لامپ ضرب کرد—این ضریب برابر است با نسبت شار نوری لامپ به ۱۰۰۰ لومن.

## تقسیم‌بندی چراغ‌ها بر پایهٔ منحنی پخش نور
نور ممکن است به دو شکل مستقیم یا غیرمستقیم (بر اثر بازتاب از سطوح دیگر) به سطح کار برسد، بر این اساس نور چراغ‌ها را تقسیم‌بندی می‌کنند. اگر همهٔ نور چراغ از نیم‌کرهٔ پایینِ آن منتشر شود و مستقیماً به سطح کار برخورد کند، چراغ را «چراغ با نور مستقیم» می‌نامند. این تقسیم‌بندی‌ها، که توسط کمیتهٔ بین‌المللی روشنایی از سال ۱۹۳۵ انجام گرفته‌است، در جدول بیان شده‌اند:
| روش پخش نور                    | درصد شارِ نوری به سمت پایین | درصد شارِ نوری به سمت بالا |
| ------------------------------ | -------------------------- | ------------------------- |
| مستقیم                         | ۹۰–۱۰۰                     | ۰–۱۰                      |
| نیمه‌مستقیم                     | ۹۰–۶۰                      | ۱۰–۴۰                     |
| مستقیم و غیرمستقیم (پخش یکسان) | ۴۰–۶۰                      | ۴۰–۶۰                     |
| نیمه‌غیرمستقیم                  | ۱۰–۴۰                      | ۶۰–۹۰                     |
| غیرمستقیم                      | ۰–۱۰                       | ۹۰–۱۰۰                    |

دانستن نوع پخش نور چراغ از بازده چراغ مهم است. روش‌های جدیدتری نیز برای تقسیم‌بندی نور چراغ‌ها وجود دارد که یکی از مهم‌ترینِ آنها «تقسیم‌بندی منطقه‌ایِ بریتانیایی» نام دارد. در این روش، درصدهای نوریِ بالا و پایینِ چراغ را با یک تقسیم‌بندی دهگانه که برپایهٔ معادلات ریاضی مقایسه می‌کنند و نزدیک‌ترین حالت را به‌عنوان پخش نور چراغ تعیین می‌کنند. این تقسیم‌بندی در جدول زیر مشخص شده‌است:
| BZ1   | BZ2   | BZ3   | BZ4     | BZ5  | BZ6     | BZ7    | BZ8  | BZ9    | BZ10 |
| cos4θ | cos3θ | cos2θ | cos1.5θ | cosθ | 1+2cosθ | 2+cosθ | ثابت | 1+sinθ | sinθ |